# Melinaea macaria
Melinaea macaria är en fjärilsart som beskrevs av Frederick DuCane Godman och Osbert Salvin 1898. Melinaea macaria ingår i släktet Melinaea och familjen praktfjärilar. Inga underarter finns listade i Catalogue of Life.